# Rozhok I
Rozhok I (del ruso: Рожок I) es un yacimiento arqueológico que contiene un asentamiento del Paleolítico Medio (musteriense) con seis niveles culturales, situado en la orilla del golfo de Taganrog del mar de Azov, a 3 km al oeste del limán del Miús o estuario del río Miús, cerca del jútor Rozhok. Fue excavado inicialmente por N. D. Prásolov en 1961. 
El yacimiento se halla en la una zona de la costa euxina con terrazas a 5-6 m a los hallazgos más bajos a un metro de altura sobre la playa.
El asentamiento de Rozhok contiene seis niveles musterienses, que en muchos aspectos recuerdan a los de Sújaya Mechotka. Los niveles culturales tienen un grosor de entre 10 y 20 cm. La industria lítica de sílex es poco numerosa. Los niveles se hallan entre capas intermedias de ceniza y huesos animales. La colección de objetos es pequeña y homogénea, de dimensiones pequeñas (2-4 cm), y en ella predominan las raederas. Se distinguen algunos tipos específicos de instrumentos: raederas del paleolítico superior y perforadores subulados, raederas laterales convexas, y minúsculos denticulados. Es una cultura con una técnica original de tallado.